# Elecciones municipales de 1999 en Barcelona
Las elecciones municipales de 1999 se celebraron en Barcelona el domingo 13 de junio, de acuerdo con el Real Decreto de convocatoria de elecciones locales en España dispuesto el 19 de abril de 1999 y publicado en el Boletín Oficial del Estado el día 20 de abril. Se eligieron los 41 concejales del Consejo Municipal del Ayuntamiento de Barcelona a través de un sistema proporcional (método d'Hondt) con listas cerradas y un umbral electoral del 5 %.

## Resultados
La candidatura del Partido de los Socialistas de Cataluña obtuvo una mayoría simple de 20 concejales (a un escaño de la mayoría absoluta). La candidatura de Convergència i Unió obtuvo 10 concejales, la del Partido Popular 6, la de Esquerra Republicana de Catalunya-Els Verds-Acord Municipal (ERC-EV-AM) 3, mientras que las de Iniciativa per Catalunya Verds-Entesa pel Progrés Municipal (IC-V-EPM) obtuvo 2 concejales. Los resultados completos se detallan a continuación:
| Candidatura                                          | Candidatura                                                             | Votos     | %                               | Concejales                      |
| ---------------------------------------------------- | ----------------------------------------------------------------------- | --------- | ------------------------------- | ------------------------------- |
|                                                      | Partit dels Socialistes de Catalunya (PSC-PSOE)                         | 313 623   | 45,19                           | 20                              |
|                                                      | Convergència i Unió (CiU)                                               | 150 518   | 21,69                           | 10                              |
|                                                      | Partido Popular (PP)                                                    | 103 177   | 14,87                           | 6                               |
|                                                      | Esquerra Republicana de Catalunya-Els Verds-Acord Municipal (ERC-EV-AM) | 45 278    | 6,52                            | 3                               |
|                                                      | Iniciativa per Catalunya Verds-Entesa pel Progrés Municipal (IC-V-EPM)  | 43 999    | 6,34                            | 2                               |
| Esquerra Unida i Alternativa (EUA)                   | Esquerra Unida i Alternativa (EUA)                                      | 8941      | 1,29                            | 0                               |
| Partit per la Independència (PI)                     | Partit per la Independència (PI)                                        | 6671      | 0,96                            | 0                               |
| Els Verds-Grup Verd (EV-GV)                          | Els Verds-Grup Verd (EV-GV)                                             | 4675      | 0,67                            | 0                               |
| Partit Ecologista de Catalunya (PEC)                 | Partit Ecologista de Catalunya (PEC)                                    | 1079      | 0,16                            | 0                               |
| Unión Centrista-Centro Democrático y Social (UC-CDS) | Unión Centrista-Centro Democrático y Social (UC-CDS)                    | 798       | 0,11                            | 0                               |
| La Falange (FE)                                      | La Falange (FE)                                                         | 644       | 0,09                            | 0                               |
| Estat Català (EC)                                    | Estat Català (EC)                                                       | 561       | 0,08                            | 0                               |
| Partido Humanista de Cataluña (PHC)                  | Partido Humanista de Cataluña (PHC)                                     | 517       | 0,07                            | 0                               |
| Falange Española Independiente (FE(I))               | Falange Española Independiente (FE(I))                                  | 235       | 0,03                            | 0                               |
| Estado Nacional Europeo (N)                          | Estado Nacional Europeo (N)                                             | 210       | 0,03                            | 0                               |
| Votos en blanco                                      | Votos en blanco                                                         | 13 130    | 1,89                            | n/a                             |
| Votos válidos                                        | Votos válidos                                                           | 694 056   | 100,00                          | 41                              |
| Votos nulos                                          | Votos nulos                                                             | 3035      | Participación: \| \| 51,53 % \| | Participación: \| \| 51,53 % \| |
| Votantes                                             | Votantes                                                                | 697 091   | Participación: \| \| 51,53 % \| | Participación: \| \| 51,53 % \| |
| Electores                                            | Electores                                                               | 1 352 781 | Participación: \| \| 51,53 % \| | Participación: \| \| 51,53 % \| |
|                                                      | 51,53 %                                                                 |           |                                 |                                 |

## Concejales electos
Relación de concejales electos:
| N.º | Nombre                                           | Lista | Lista     |
| --- | ------------------------------------------------ | ----- | --------- |
| 1   | Joan Clos i Matheu                               |       | PSC-PSOE  |
| 2   | Núria Carrera i Comes                            |       | PSC-PSOE  |
| 3   | Joaquim Molins i Amat                            |       | CiU       |
| 4   | Francesc Xavier Casas i Masjoan                  |       | PSC-PSOE  |
| 5   | Santiago Fisas i Ayxelà                          |       | PP        |
| 6   | Marina Subirats i Martori                        |       | PSC-PSOE  |
| 7   | Magdalena Oranich i Solagran                     |       | CiU       |
| 8   | Antonio Santiburcio i Moreno                     |       | PSC-PSOE  |
| 9   | Maravillas Rojo i Torrecilla                     |       | PSC-PSOE  |
| 10  | Antonio Ainoza i Cirera                          |       | PP        |
| 11  | Josep Miró i Ardèvol                             |       | CiU       |
| 12  | Jordi Portabella i Calvete                       |       | ERC-EV-AM |
| 13  | Ernest Maragall i Mira                           |       | PSC-PSOE  |
| 14  | Immaculada Mayol Beltran (Imma)                  |       | IC-V-EPM  |
| 15  | Ferran Mascarell i Canalda                       |       | PSC-PSOE  |
| 16  | Joana Maria Ortega i Alemany                     |       | CiU       |
| 17  | José Ignacio Cuervo Argudin                      |       | PSC-PSOE  |
| 18  | M. Angeles Treserra i Soler                      |       | PP        |
| 19  | Francisco Narváez Pazos                          |       | PSC-PSOE  |
| 20  | Joan Puigdollers i Fargas                        |       | CiU       |
| 21  | Pere Alcober i Solanas                           |       | PSC-PSOE  |
| 22  | M. Carmen San Miguel Ruibal                      |       | PSC-PSOE  |
| 23  | Emilio Álvarez Pérez                             |       | PP        |
| 24  | Joaquim Forn i Chiariello                        |       | CiU       |
| 25  | Catalina Carreras-Moysi i Carles-Tolrá           |       | PSC-PSOE  |
| 26  | Jesus Maestro i Garcia                           |       | ERC-EV-AM |
| 27  | Maria Inmaculada Moraleda i Pérez                |       | PSC-PSOE  |
| 28  | Eugeni Forradellas Bombardo                      |       | IC-V-EPM  |
| 29  | Teresa Maria Fandos i Payà                       |       | CiU       |
| 30  | Carles Marti i Jufresa                           |       | PSC-PSOE  |
| 31  | Jordi Cornet i Serra                             |       | PP        |
| 32  | Francisco Antonio de Semir Zivojnovic (Vladimir) |       | PSC-PSOE  |
| 33  | Sònia Recasens i Alsina                          |       | CiU       |
| 34  | Manuel Pérez i Benzal                            |       | PSC-PSOE  |
| 35  | Albert Batlle i Bastardas                        |       | PSC-PSOE  |
| 36  | Emma Balseiro Carreiras                          |       | PP        |
| 37  | Jaume Ciurana i Llevadot                         |       | CiU       |
| 38  | Jordi Hereu i Boher                              |       | PSC-PSOE  |
| 39  | Ferran Julian i González                         |       | PSC-PSOE  |
| 40  | Roser Veciana i Olive                            |       | ERC-EV-AM |
| 41  | Oriol Pujol i Ferrusola                          |       | CiU       |